# 惲宗洵
惲宗洵（？—？），江蘇省常州府陽湖縣（今屬常州市）人，清朝政治人物、儒學者。

## 經歷
康熙五十九年（1720年）庚子舉人。
康熙六十年（1721年）辛丑科第二甲第三十名進士出身。
官安徽安慶府府學教授。

## 著作
- 〈毗陵伍氏胥城宗譜序〉

## 家庭及關聯
- 父：惲鶴生，康熙四十七年舉人，江蘇金壇縣教諭。
- 弟：惲宗和，副貢生，江蘇豐縣教諭。